# Bolena
För andra betydelser, se Bolena (olika betydelser).
Bolena är en sjö i Strömsunds kommun i Ångermanland och ingår i Ångermanälvens huvudavrinningsområde. Sjön har en area på 0,491 kvadratkilometer och ligger 227,9 meter över havet. Sjön avvattnas av vattendraget Tannån.

## Delavrinningsområde
Bolena ingår i det delavrinningsområde (709629-152902) som SMHI kallar för Utloppet av Bolena. Medelhöjden är 237 meter över havet och ytan är 4,07 kvadratkilometer. Räknas de 20 avrinningsområdena uppströms in blir den ackumulerade arean 169,39 kvadratkilometer. Tannån som avvattnar avrinningsområdet har biflödesordning 4, vilket innebär att vattnet flödar genom totalt 4 vattendrag innan det når havet efter 172 kilometer. Avrinningsområdet består mestadels av skog (57 procent) och sankmarker (27 procent). Avrinningsområdet har 0,48 kvadratkilometer vattenytor vilket ger det en sjöprocent på 11,9 procent.